# Kökömeren
Der Kökömeren (kirgisisch Көкөмерен) ist ein rechter Nebenfluss des Naryn in Kirgisistan (Zentralasien). Er  hat eine Länge von 108 km und entwässert ein Areal von 10.400 km². Der mittlere Abfluss beträgt 102 m³/s.
Der Kökömeren entsteht am Zusammenfluss von Suusamyr und Karakol (auch „Westlicher Karakol“) bei dem Dorf Koschomkul am Südrand des Suusamyr-Tals. Er durchfließt den westlichen Tianshan in einer engen Schlucht. Anfangs fließt er 30 km in südlicher Richtung, wendet sich dann nach Osten und erreicht nach weiteren 20 km die Einmündung des Dschumgal. Anschließend strömt er 15 km nach Süden. An der Einmündung des Mingkusch wendet sich der Kökömeren nach Westen. Schließlich trifft er rechtsseitig auf den Naryn. 3 km oberhalb der Mündung trifft der Kebjuksu von rechts auf den Kökömeren.
Der Fluss wird zum Rafting genutzt. Es gibt Planungen, das Wasserkraftpotential des Kökömeren zur Energiegewinnung zu nutzen.